# 凌漢翀
凌漢翀（1573年—？），字峻卿，號存莪，直隶蘇州府長洲縣人，明朝政治人物，同进士出身。

## 生平
萬曆二十八年（1600年）庚子科應天鄉試第二十名舉人，萬曆三十二年（1604年）登甲辰科进士，次年授福清县知县。为政公明严毅，不畏强御，人稱“凌铁面”。尝改龙首桥，建瑞云塔，士民德之。擢陕西道御史，为中官邢洪辱于朝，给事中郭尚宾等劾之，帝释洪不问。又为废将凌应登所殴，洪复曲庇应登。万历四十四年二月，会勘凌汉翀、凌应登事，阁臣方从哲、刑部尚书李鋕等疏言汉翀赃私无据，然与应登互认一族，自取讦殴，宜责令解任回籍，以为交游不慎者之戒。应登挟诈多人，复于朝会之日手击御史，蹀血禁门，此其无君无法之大者，乞行法司究问如律。有旨：凌汉翀照不谨例冠带闲住，凌应登姑免死，发云南澜沧卫充军。

## 家族
曾祖凌翱，庠生。祖父凌默。父凌禧。母沈氏。严侍下。兄漢翔、應登（參將）、霄漢。弟漢翮、漢翥、漢羽、應元。娶李氏。